# مایکل شارا
مایکل شارا (به انگلیسی: Michael J. Shaara) نویسنده آمریکایی و برنده جایزه پولیتزر برای داستان در سال ۱۹۷۵

## کتابشناسی
- فرشتگان قاتل